# M939

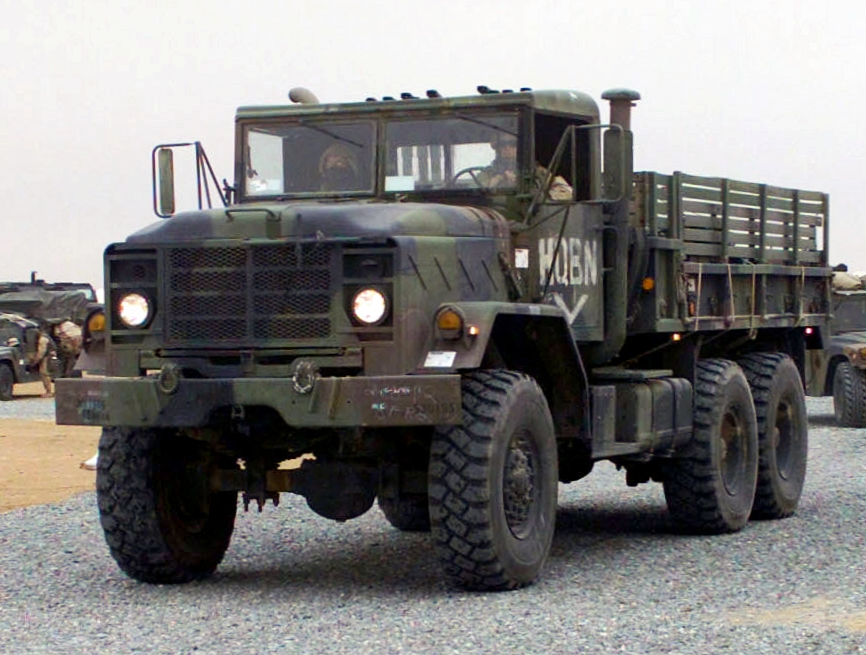
Um M923 do Corpo de Fuzileiros Navais dos Estados Unidos.

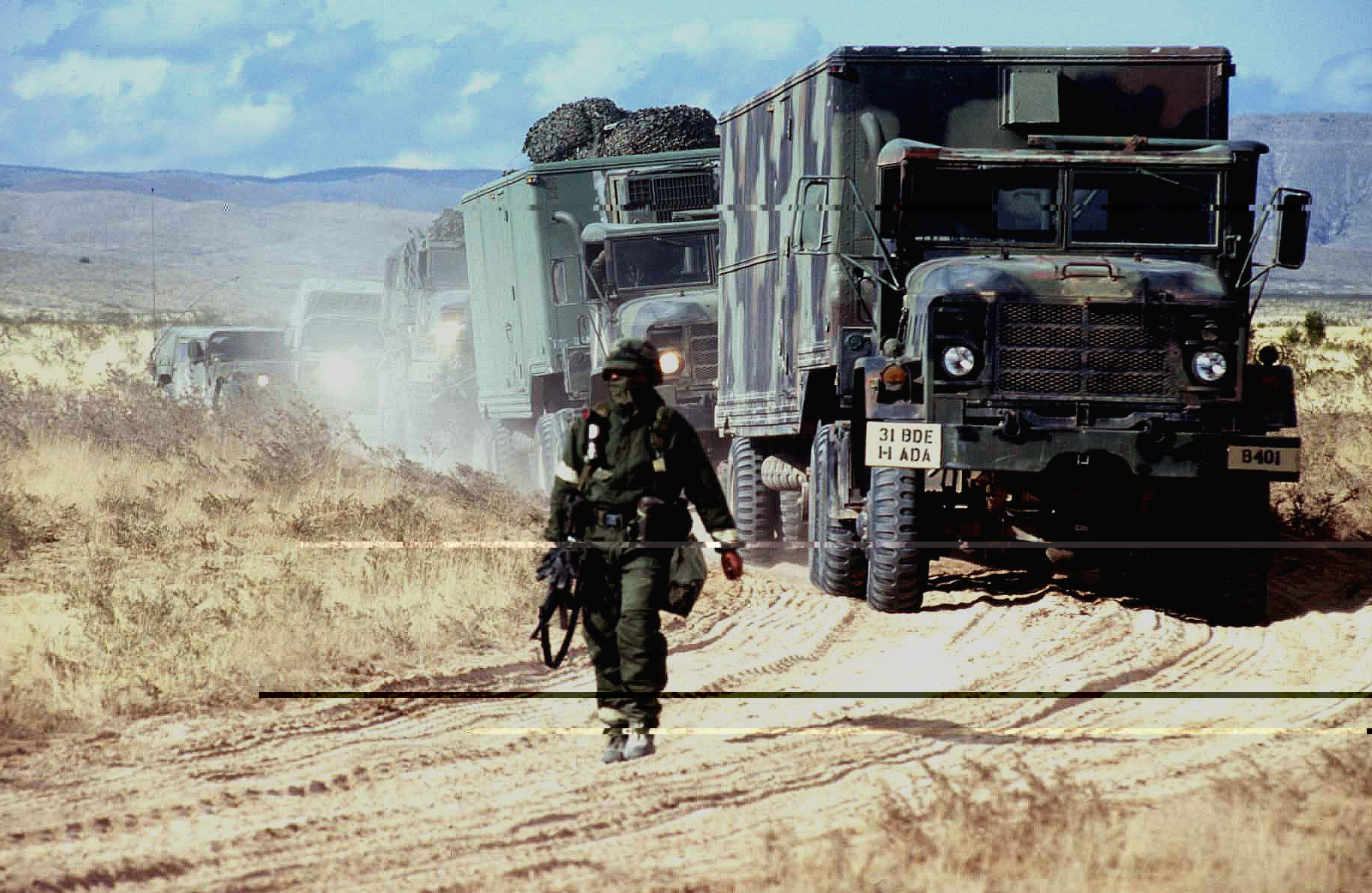
Modelos M931/32 americanos.

O caminhão M939 é um veículo militar pesado 6×6 de cinco toneladas desenhado para o Exército dos Estados Unidos. A versão básica para transporte pode carregar 4,500 kg de carga para ser utilizado em todos os terrenos. Projetado no final da década de 1970 para substituir os modelos M39 e M809, o M939 é o principal tipo de caminhão utilizado nos Estados Unidos para fins militares. Possui diversas variantes, incluindo como trator e reboque. Desde 1982, mais de 32 000 desses caminhões foram produzidos. Capaz de chegar a 101 km/h em campo aberto (sem carga), tem um alcance operacional de 560 km.

## Operadores
- Estados Unidos
- Argentina
- Colômbia
- Equador
- Egito
- Geórgia
- Indonésia
- Iraque
- Arábia Saudita
- Líbano
- Marrocos
- México
- Malásia
- Filipinas
- Taiwan
- Somália
- Turquia